# Hemiasteridae
Famille
Les Hemiasteridae sont une famille d'oursins de l'ordre des Spatangoida.

## Caractéristiques

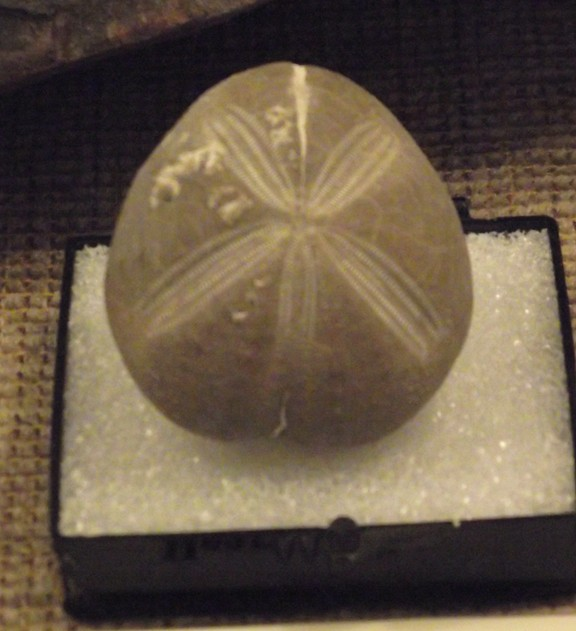
Palhemiaster comanchei (fossile).

Ce sont des oursins irréguliers dont la bouche et l'anus se sont déplacés de leurs pôles pour former un « avant » et un « arrière ». La bouche se situe donc dans le premier quart de la face orale, et l'anus se trouve à l'opposé, tourné vers l'arrière. La coquille (appelée « test ») s'est également allongée dans ce sens antéro-postérieur.
Chez cette famille en particulier, les plaques épisternales sont écartées en deux séries.
 
La plaque labrale est allongée longitudinalement, en forme de cale.
  
On note la présence d'un fasciole unique situé après le pétale.
  
L'ambulacre antérieur aboral porte des podia à ventouses.
Cette famille semble être apparue au Crétacé inférieur (Albien), et seuls deux genres subsistent actuellement.

## Liste des genres
Selon World Register of Marine Species (9 juin 2014) :
- genre Bolbaster Pomel, 1869 †
- genre Hemiaster Desor, in Agassiz & Desor, 1847 †
- genre Heterolampas Cotteau, 1862 †
- genre Holanthus Lambert & Thiéry, 1924 -- 5 espèces
- genre Jordaniaster Neumann, 1999 †
- genre Kupeia McKnight, 1974 -- 1 espèce
- genre Leiostomaster Lambert, 1920b †
- genre Leymeriaster Lambert & Thiéry, 1924 †
- genre Mecaster Pomel, 1883 †
- genre Palhemiaster Lambert, 1915 †
- genre Parahemiaster Egorov, 1972 †
- genre Proraster Lambert, 1895 †
- genre Tessieria Collignon, 1949 †

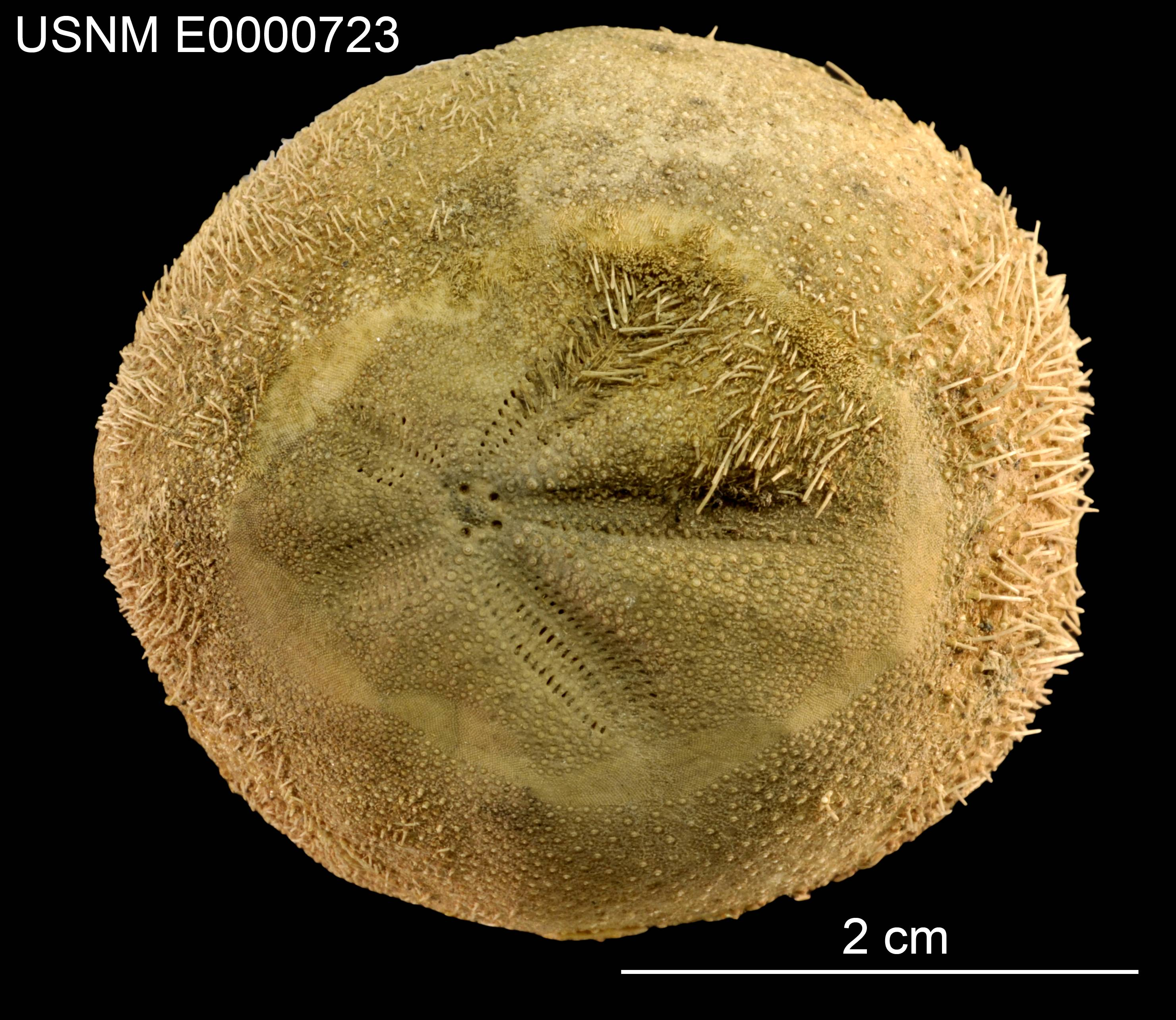
Holanthus clarki